# АНС (синтезатор)
Синтеза́тор «АНС» — фотоэлектронный оптический музыкальный инструмент, сконструированный советским инженером Евгением Мурзиным, один из первых в мире многоголосных музыкальных синтезаторов.
Рабочая модель АНСа была закончена в 1958 году, в 1959 Мурзин получил на своё изобретение авторское свидетельство.
Он обозначил синтезатор аббревиатурой «АНС» — в честь композитора Александра Николаевича Скрябина.

## Характеристика
По мнению современных исследователей электронной музыки, Мурзин создал свой инструмент под влиянием идей инженеров круга А. Авраамова — А. Шорина, Е. Шолпо, Б. Янковского) Идея 72-ступенной темперации, скорее всего, подсказана Янковским.
Принцип действия устройства основан на используемом в кинематографе методе оптической записи звука. При оптической записи звуковой сигнал управляет световым потоком, который создаёт на киноплёнке засвеченную полоску переменной ширины или плотности. Для воспроизведения оптической фонограммы используется источник света и фотоэлемент, между которыми протягивается киноплёнка. Изменение яркости светового потока при прохождении через киноплёнку вызывает изменение тока через фотоэлемент. Полученный электрический сигнал усиливается и воспроизводится через громкоговоритель.
В синтезаторе АНС данный метод применяется для генерирования звука и записи музыкальной партитуры. Синтезатор содержит 5 прозрачных вращающихся дисков с нанесённым на них рисунком, который изменяет (модулирует) проходящий через диски световой поток. Рисунок на дисках подобран таким образом, что при прохождении через них света образуется 720 областей, в каждой из которых свет модулируется с увеличивающейся частотой. Таким образом генерируется 720 уникальных звуковых волн. Синтезатор использует строй с 72 звуками в октаве, что позволяет приблизиться к звукам натурального строя.
Синтезатор не имеет клавиатуры. Музыкальное произведение для синтезатора должно быть подготовлено заранее и воспроизводится автоматически, используемый механизм можно рассматривать как разновидность секвенсора. Запись произведения выполняется на прозрачной пластине, покрытой краской. С помощью резца часть краски с пластины удаляется и создаются просветы. При воспроизведении партитуры световой поток, модулированный с помощью дисков, проходит через щель, ограничивающую участок партитуры, направляется сквозь пластину и улавливается фотоэлементами. Просвет в пластине позволяет потоку света, модулированному с определённой частотой, попасть на фотоэлемент и создать звук. Положение просвета в пластине определяет высоту, а ширина просвета — громкость звука.
Во время исполнения произведения пластина перемещается перед щелью с помощью электропривода.
Фактически, рисунок на пластине является сонограммой (спектрограммой звука). Для упрощения записи музыкальных произведений используется специальное приспособление (кодер), на котором выделены звуки 12-тонового строя, а также предусмотрена передвижная каретка со шкалой основных обертонов. Однако на сам рисунок партитуры никаких ограничений не накладывается, поэтому он может быть произвольным.
В конце 1950-х и начале 1960-х годов на АНСе экспериментировали молодые композиторы-новаторы Альфред Шнитке, Эдисон Денисов, София Губайдулина, Андрей Волконский, Станислав Крейчи, Пётр Мещанинов, позже — Александр Немтин и другие. АНС приписан к созданной Мурзиным Московской экспериментальной студии электронной музыки, используется в популярной музыке и в кино. В 1971 году композиторы А. Шнитке, Э. Денисов, С. Губайдулина, Э. Артемьев и Олег Булошкин записали свои произведения с использованием этого синтезатора. Этот материал был издан на фирме «Мелодия» в 1990 году как пластинка «Музыкальное приношение» (С60 30721 000).
В 1960-е и 1970-е годы АНС использовался для записи саундтреков к художественным и документальных фильмам на модную тогда «космическую» тематику. Создавал саундтреки к фильмам, главным образом, Эдуард Артемьев (например, к фильму «Солярис» Андрея Тарковского).
Единственный в мире инструмент Мурзина до 2008 г. хранился на филологическом факультете МГУ и в Термен-Центре при Московской Консерватории, а затем был передан в ГЦММК имени Глинки в Москве (презентация состоялась 16 октября 2008 года). Обслуживанием инструмента занимается Станислав Крейчи.
В 2003 году британская экспериментальная группа Coil выпустила альбом ANS, включающий композиции, созданные с помощью этого синтезатора. 

В 2006 году вышел альбом другого известного экспериментального проекта, Bad Sector, где использовался синтезатор АНС. 

С 2008 по 2022 год ряд сочинений для синтезатора АНС создан Олесей Ростовской.
20 сентября 2013 года вышел кросс-платформенный программный симулятор АНСа — Virtual ANS.

## Документалистика
- Документальный фильм из цикла «Первые в мире». Автор и режиссёр: Алексей Артемьев. Телекомпания «Голд Медиум» по заказу ГТРК «Культура». 2018 г (2 сентября 2018). Синтезатор Мурзина.  15 мин. Россия-Культура. {{cite episode}}: |series= пропущен или пуст (справка); Внешняя ссылка в |credits= (справка)